# Apennijnen (departement)

Franse departementen in Noord-Italië

Wapenschild van Chiavari onder het napoleontisch bestuur

Het departement Apennijnen (1805-1814) was een Frans departement in Noord-Italië, met als hoofdplaats Chiavari. Het departement was deel van het Eerste Franse Keizerrijk.
In 1805 schaften de Fransen de Ligurische Republiek af. Het departement werd gevormd met een Ligurisch stuk en met stukken van het hertogdom Parma en Piacenza en het koninkrijk Etrurië. De naam verwees naar de Apennijnen bergketen die in haar noordelijk deel in het departement lag.
Naast de prefectuur van Chiavari waren er twee onderprefecturen: Pontremoli en Sarzana.
Na 1814 ging het departement naar het koninkrijk Piëmont-Sardinië. Het grondgebied besloeg de huidige provincie La Spezia, in haar totaliteit, en deels ook de provincies Parma, Genua en Massa Carrara.